# In Extremo

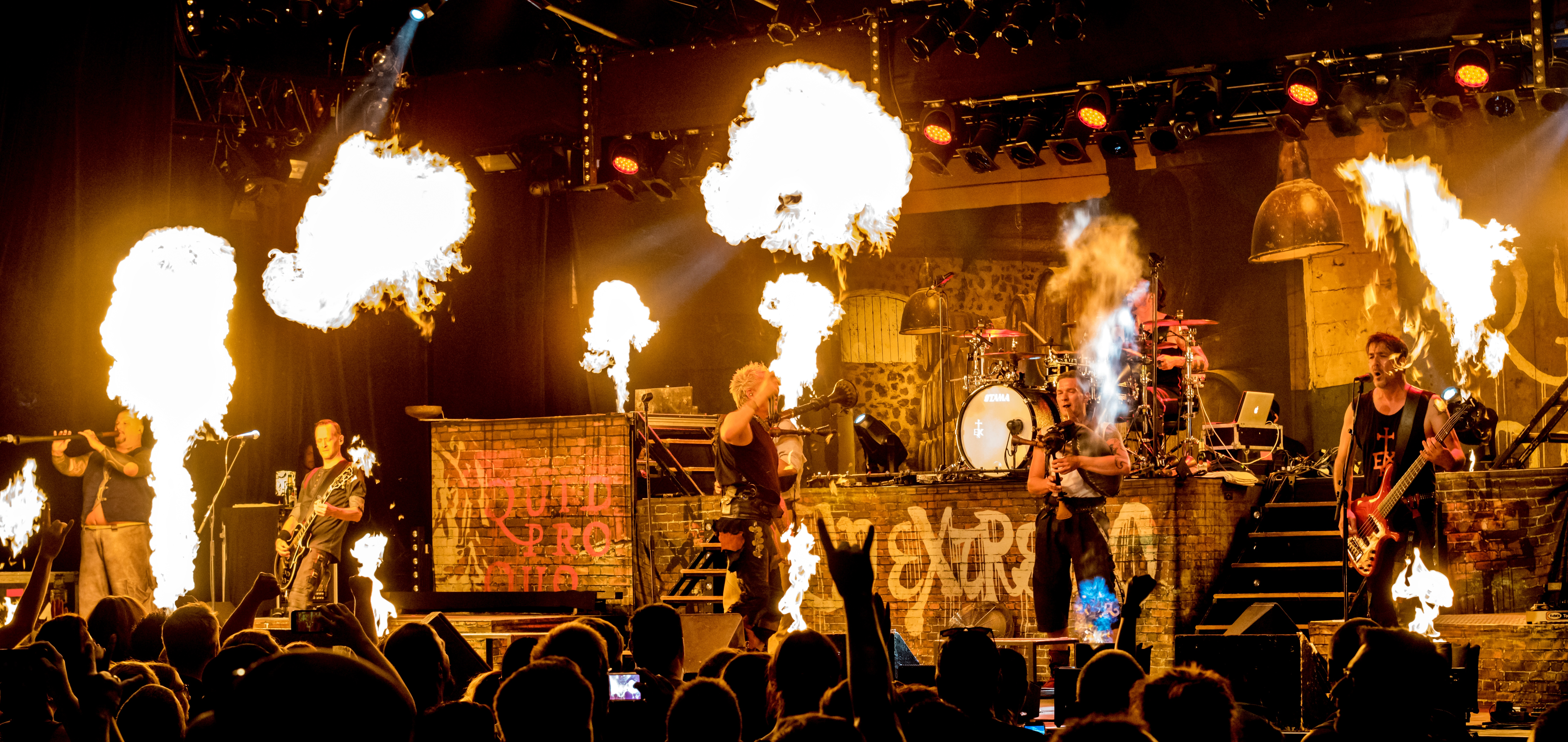
In Extremo Zelt-Musik-Festival 2018 Friburg, Alemanya

In Extremo (llatí per a "a l'extrem" o "a la fi") és un grup alemany de medieval metal i folk metal provinent de Berlín. Són coneguts per la multiplicitat de llengües que hom pot trobar en els seus temes, des de llatí, occità, suec, noruec, islandès, castellà o anglès. Han fet col·laboracions amb grups de molts països d'Europa, com Mägo de Oz, amb qui van fer el seu reeixit tema "En esta noche", completament en castellà.
El grup va ser format inicialment pels membres de dues bandes independents: d'un costat un grup de música medieval i d'altre un de rock. Els components d'ambdós grups es van conèixer en diversos encontres en un mercat medieval en què actuaven. En 1996 van començar a tocar en diversos pubs de la capital germànica, amb els instruments de què disposaven. D'aquesta època només ha quedat un tema, Ai vis lo lop, cantat en occità medieval. Prompte van aconseguir un èxit moderat, després del llançament del seu primer CD, i van començar a col·laborar amb altres bandes, com Corvus Corax o Bathory.
El seu estil musical és una combinació entre música medieval i heavy metal, fet que ha ocasionat que moltes vegades se'ls enquadra dins del folk metal, si bé és cert que difereixen en alguns aspectes de les bandes d'aquest estil. La banda té un so molt original i diferent del d'altres grups de l'estil.